# Condado de Shawano
El condado de Shawano (en inglés: Shawano County), fundado en 1838, es uno de 72 condados del estado estadounidense de Wisconsin. En el año 2000, el condado tenía una población de 40,664 habitantes y una densidad poblacional de 18 personas por km². La sede del condado es Shawano. El condado recibe su nombre a la palabra Ojibwe, que significa "sur".

## Geografía
Según la Oficina del Censo, el condado tiene un área total de 2,355 km², de la cual 2,312 km² es tierra y 44 km² (1.85%) es agua.

### Condados adyacentes
- Condado de Menominee (norte)
- Condado de Oconto (este)
- Condado de Brown (sureste)
- Condado de Outagamie (sur)
- Condado de Waupaca (sur)
- Condado de Portage (suroeste)
- Condado de Marathon (oeste)
- Condado de Langlade (noroeste)

## Demografía
En el censo de 2000, había 40,664 personas, 15,815 hogares y 11,149 familias residiendo en el condado. La densidad poblacional era de 18 personas por km². En el 2000 había 18,317 unidades habitacionales en una densidad de 8 por km². La demografía del condado era de 92.71% blancos, 0.22% afroamericanos, 6.26% amerindios, 0.33% asiáticos, 0,04% isleños del Pacífico, 0.31% de otras razas y 1.22% de dos o más razas. 1.00% de la población era de origen hispano o latino de cualquier raza.

## Localidades

### Ciudades, villas y pueblos
- Almon
- Angelica
- Aniwa
- Aniwa
- Bartelme
- Belle Plaine
- Birnamwood
- Birnamwood
- Bonduel
- Bowler
- Cecil
- Eland
- Fairbanks
- Germania
- Grant
- Green Valley
- Gresham
- Hartland
- Herman
- Hutchins
- Lessor
- Maple Grove
- Marion (parcial)
- Mattoon
- Morris
- Navarino
- Pella
- Pulaski (parcial)
- Red Springs
- Richmond
- Seneca
- Shawano
- Tigerton
- Washington
- Waukechon
- Wescott
- Wittenberg
- Wittenberg

### Áreas no incorporadas
- Briarton
- Caroline
- Hunting
- Krakow (parcial)
- Leopolis
- Middle Village (parcial)
- Navarino
- Rose Lawn
- Shepley
- Slab City
- Tilleda
- Zachow